# Matlul Avinadav
Matlul Avinadav (hebrejsky: מתלול אבינדב) je horský stupeň o nadmořské výšce 383 metrů v severním Izraeli, v pohoří Gilboa.
Leží v jižní části pohoří Gilboa, cca 7 kilometrů jihozápadně od města Bejt Še'an a 1,5 kilometru severovýchodně od vesnice Mejrav. Má podobu výrazného terénního stupně, který prudce klesá z ploché náhorní partie pohoří Gilboa po odlesněných skalnatých svazích do zemědělsky využívaného Bejtše'anského údolí, kam po jižní straně tohoto útvaru klesá také vádí Nachal Avinadav, a po severní Nachal Cvija. Po vrcholové planině západně odtud vede lokální silnice 667. Lokalita je turisticky využívána. V kaňonu Nachal Avinadav se nachází jeskyně Ma'arat Avinadav (מעבר אבינדב). Na jihovýchod odtud stojí podobný skalnatý útvar Cukej Migda.